# Monaster Czerepiski
Monaster Czerepiski, Czerepiski Monaster Zaśnięcia Matki Bożej — prawosławny męski klasztor nad Iskyrem, w odległości 29 km na południowy wschód od Wracy, w jurysdykcji metropolii wraczańskiej Bułgarskiego Kościoła Prawosławnego.
Czas powstania monasteru nie jest znany. Z pewnością istniał on przed tureckim najazdem na ziemie bułgarskie, o czym świadczy zachowany w zbiorach Muzeum Cerkiewnego w Sofii typikon z informacją o odbudowie klasztoru w 1396 ze zniszczeń. Brakuje również informacji o funkcjonowaniu wspólnoty w pierwszym stuleciu panowania tureckiego w Bułgarii. W końcu XVI w. w klasztorze pracował mnich Pimen z monasteru Zografu na Athosie, który wykonał w monasterze nową dekorację malarską (m.in. drzewo Jessego i sceny biblijne). Może to sugerować, że monaster został w międzyczasie ponownie zniszczony i u schyłku XVI stulecia miała miejsce jego odbudowa. Mnich Pimen zapoczątkował również działalność klasztornego skryptorium.
W końcu XVI w. wzniesiona została główna cerkiew monasterska. Była ona na początku XIX w. rekonstruowana, wtedy na miejscu fresków mnicha Pimena w świątyni powstała nowa, autorstwa kapłana Iwannikija. W 1888 na budynku nadbudowano nową kopułę, zaś w 1939 rozszerzono przedsionek.
W 1786 w czasie lokalnego buntu mnisi porzucili klasztor i osiedlili się w pieczarach w pobliżu dawnej siedziby. Monaster został wówczas poważnie zdewastowany. W 1802 w opuszczonych zabudowaniach zamieszkał duchowny, co zapoczątkowało odnowę wspólnoty. W 1836, z inicjatywy ihumena Józefa, w monasterze wzniesiono nowe budynki mieszkalne dla mnichów. Współfundatorem budowli był zamożny Turek imieniem Raszid, którego córka w czasie wizyty w klasztorze miała w cudowny sposób odzyskać zdrowie. Monaster, który ponownie zgromadził znaczny majątek, posiadał także własne skity i placówki filialne.
Mnisi aktywnie wspierali bułgarskie odrodzenie narodowe. Na terenie monasteru i podległych mu skitów działały bułgarskie szkoły, w klasztorze wielokrotnie ukrywali się spiskowcy antytureccy i rewolucjoniści bułgarscy, zaś hieromnich Epifaniusz w czasie powstania kwietniowego w 1876 był przewodniczącym komitetu rewolucyjnego w Lutibrodzie. W XIX w. w monasterze freski malował Witan z Triawny.
W dwudziestoleciu międzywojennym metropolita wraczański Klemens założył przy monasterze kursy teologiczne dla duchowieństwa.